# Oorlogsmonument Nieuwe Pekela
Het oorlogsmonument in de Groningse plaats Nieuwe Pekela is een monument ter nagedachtenis aan slachtoffers van de Tweede Wereldoorlog.

## Geschiedenis
Het oorlogsmonument van Nieuwe Pekela werd geplaatst voor het gemeentehuis van de toenmalige gemeente. Het bestaat uit een stenen muurtje, met een bronzen hekwerk van de Oosterbeekse beeldhouwer Frederik Hoevenagel. Het monument werd op 31 augustus 1949 onthuld, waarna burgemeester Gerard Boekhoven een toespraak hield. Op de begraafplaats achter het gemeentehuis werd een verzetsmonument onthuld, bij het graf van drie oorlogsslachtoffers.
In januari 2018 werd het bronzen hekwerk gestolen.

## Beschrijving

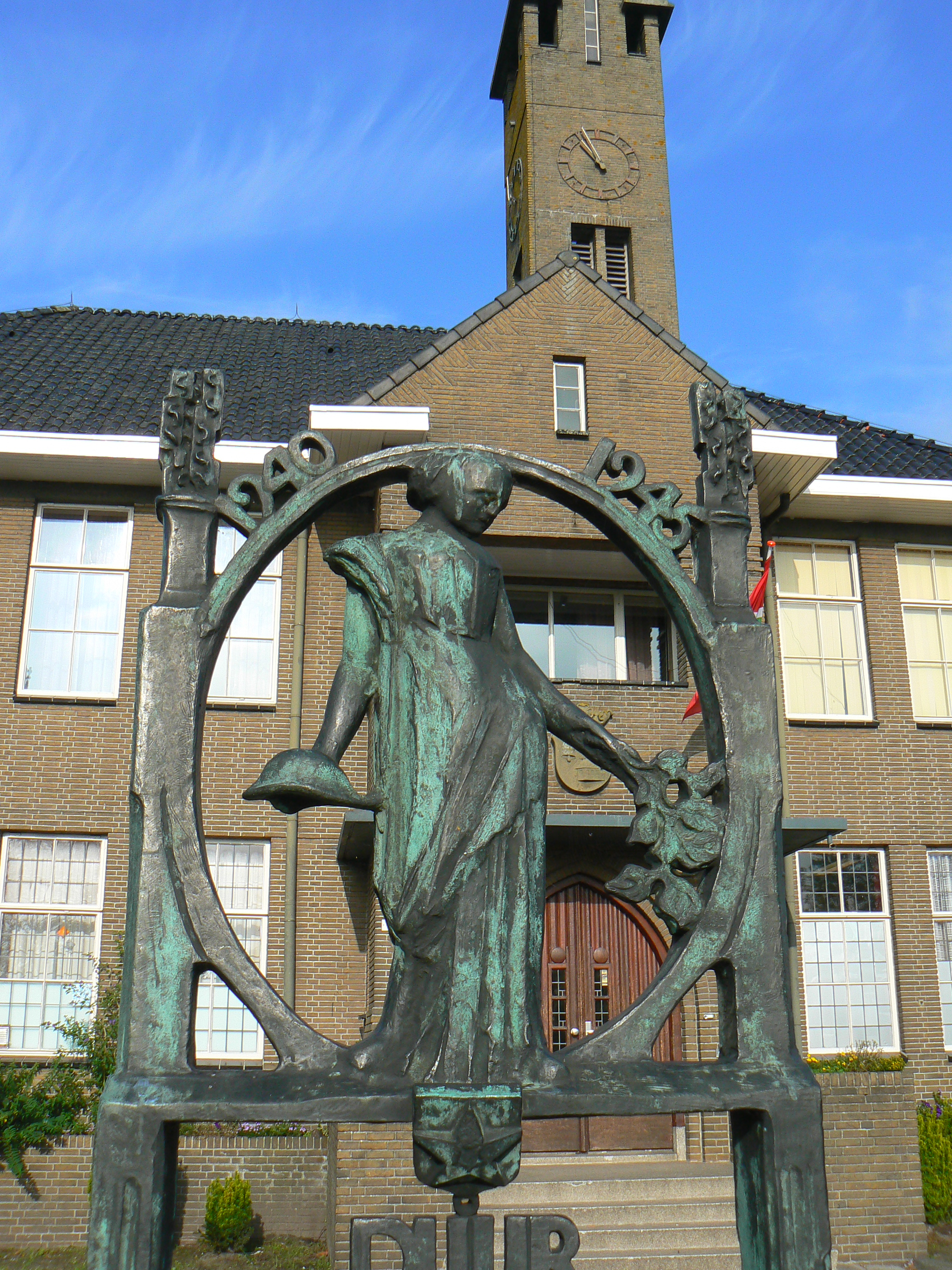
Detailopname

Het oorlogsmonument bestaat uit een laag bakstenen muurtje, dat naar het midden toe oploopt. In het midden werd, te midden van twee bakstenen zuilen, een bronzen hekwerk geplaatst. Boven in het hek is binnen een ovaal een staande vrouwenfiguur geplaatst, gekleed in een gedrapeerd gewaad. Zij houdt in haar linkerhand een palmtak en in haar rechterhand een militaire helm, als aandenken aan haar overleden man. Aan haar voeten is een wapenschild geplaatst, met daarop een vijfpuntige ster. Onder het ovaal is een tekst van O. ten Hof te lezen: 

DUUR EN KOSTBAAR IS DE VRIJHEID